# ۲ ربیع‌الاول
۲ ربیع‌الاول، دومین روز از ماه ربیع‌الاول در تقویم هجری قمری است.
در تقویم هجری قمری قراردادی این روز شصت و یکمین روز سال است.

## وقایع
۶ دلیل بر رحلت حضرت محمد صلی الله علیه و آله در (دوم) ماه ربیع الاول وجود دارد:
۱.زمان خارج شدن پیامبر از مدینه برای حجة الوداع(طبق منابع تاریخی روز شنبه بوده یعنی ۵روز مانده به ذی الحجة )
۲.روز عرفه(طبق منابع تاریخی ۹ ذی الحجة)
۳.نزول آیه اکمال دین تا وفات پیامبر (از نزول آیه تا وفات پیامبر طبق منابع تاریخی شیعه و اهل تسنن ۸۱ روز بوده)
۴.روز عید غدیر خم(طبق منابع تاریخی شیعه و اهل تسنن ۱۸ ذی الحجة روز جمعه بوده است)
۵.شروع مدت بیماری تا رحلت (۱۳روز طبق منابع شیعه و اهل تسنن)
۶.روز وفات پیامبر اسلام صلی‌الله علیه و آله (تمام مذاهب دین اسلام روز دوشنبه را تایید کردن)
نتیجه گیری:اگر در جدولی ماه ذی الحجة و محرم و صفر و ربیع الاول را در نظر بگیریم و این ۶ دلیل را در تقویم رعایت کنیم به طور مثال:دلیل شماره( ۳) با وجود آیه اکمال دین که در روز عرفه اتفاق افتاده و ۸۱ روز در تاریخ شیعه و تسنن فاصله بین آیه تا رحلت ثبت شده است را در نظر بگیریم و هر کدام از دلایل را روی جدول تقویم بیاریم روز (دوم) ربیع الاول رحلت حضرت محمد (ص) میباشد.
به امید روزی که دولتمردان و مراجع شیعه و تسنن تاریخ درست خاتم النبیین حضرت محمد(ص) را به درستی ابلاغ کنند.....
اللهم الجعل الولیک الحجة بن الحسن

## درگذشتگان
- محمدباقر شفتی
- ۸۶۷- انس بنت عبدالسلام؛ بانوی محدث مصری.